# Jerome Hellman
Pour les articles homonymes, voir Hellman.
Jerome Hellman (né le 4 septembre 1928 à New York et mort le 26 mai 2021,) est un producteur de cinéma américain.

## Biographie
Jerome Hellman commence sa carrière comme agent artistique, d'abord comme salarié, puis en fondant sa propre agence (Jerome Hellman Associates) qui représentera quelques-uns des plus importants réalisateurs et scénaristes de télévision.
Il fait ses débuts dans la production en tant que producteur délégué de Unit Four Productions (un partenariat entre George Roy Hill, Franklin J. Schaffner et Fielder Cook), une société qui produisait des dramatiques pour NBC entre 1955 et 1957.
En 1959, Hellman dissout son agence artistique pour se consacrer exclusivement à la production. Son premier film est Deux copines, un séducteur (The World of Henry Orient), un film de George Roy Hill, avec Peter Sellers, Angela Lansbury et Tom Bosley.

## Filmographie
- 1964 : Deux copines, un séducteur (The World of Henry Orient) de George Roy Hill
- 1966 : L'Homme à la tête fêlée (A Fine Madness) d'Irvin Kershner
- 1969 : Macadam Cowboy (Midnight Cowboy) de John Schlesinger
- 1975 : Le Jour du fléau (The Day of the Locust) de John Schlesinger
- 1978 : Le Retour (Coming Home) de Hal Ashby
- 1979 : Promises in the Dark de Jerome Hellman
- 1986 : Mosquito Coast de Peter Weir

## Récompenses et distinctions
- Oscars 1970 : Oscar du meilleur film pour Macadam Cowboy
- Oscars 1979 : nomination pour l'Oscar du meilleur film pour Le Retour (Coming Home)